# Hormizda
Hormizda, papa od 20. srpnja 514. do 6. kolovoza 523.

## Životopis
Dolazi iz ugledne obitelji iz Fronsione u Italiji. Za vrijeme njegova pontifikata još je trajala Akacijeva šizma. Unatoč dugotrajnim raspravama nije postignut nikakav napredak. U Bizantu zatim dolazi do promjena dolaskom na vlast Justina I. koji je pokazao spremnost za pomirenje. Papa je iz Rima poslao misiju te legate koji su sa sobom nosili dokumente o pomirenju. Dogovor je postignut 28. ožujka 519. godine kojim je ponovno, nakon trideset pet godina, uspostavljeno jedinstvo Crkve.
Papa Hormizda je umro 6. kolovoza 523. i pokopan je u crkvi Svetog Petra u Vatikanu. 